# Speedy Scandal
Pour plus de détails, voir Fiche technique et Distribution.
Speedy Scandal (hangeul : 과속스캔들 ; RR : Kwa-sok-seu-kaen-deul) est une comédie dramatique sud-coréenne écrite et réalisée par Kang Hyeong-cheol, sortie en 2008.

## Synopsis
Un ancien chanteur, autrefois idole des adolescentes, est devenu un animateur de radio célèbre. Il s'entretient au cours de son émission avec une jeune femme qui raconte être à la recherche de son père. Or un jour elle se présente chez lui, prétendant être sa fille, fruit d'une de ses anciennes amours. Elle-même est mère célibataire d'un fils de quatre ans… Mais cette situation, si elle était révélée au public, mettrait en jeu la carrière de notre héros...

## Fiche technique
- Titre original : 과속스캔들
- Titre international : Speedy Scandal
- Titre alternatif : Scandal Makers
- Réalisation : Kang Hyeong-cheol
- Scénario : Kang Hyeong-cheol
- Décors : Lee Yo-han
- Costumes : Eom Ho-jeong
- Photographie : Kim Jeon-yeong
- Montage : Nam Na-yeong
- Musique : Kim Joon-seok
- Production : Ahn Byeong-ki
- Société de production : Toilet Pictures
- Société de distribution : Lotte Entertainment
- Pays de production : Corée du Sud
- Langue officielle : coréen
- Format : couleur - 2.35 : 1 - 35 mm
- Genre : comédie dramatique
- Durée : 108 minutes
- Date de sortie :
  - Corée du Sud : 3 décembre 2008

## Distribution
- Cha Tae-hyun : Nam Hyeon-soo
- Park Bo-young : Hwang Jeong-nam / Hwang Jane
- Hwang Seok-hyeon : Hwang Ki-dong, le fils de Jeong-nam
- Lim Ji-gyoo : Park Sang-yoon, le premier amour de Jeong-nam
- Hwang Woo-seul-hye : Jo Mo, l'institutrice de la maternelle
- Lim Seung-dae : Bong Pil-joong, le reporter

## Production

### Développement
Le réalisateur-scénariste signe ici son premier long-métrage.

### Auditions
Les médias dévoilent, en fin septembre 2008, la participation de l'acteur Cha Tae-hyun dans le rôle de l'animateur de radio apprenant qu'il a un fils avec l'actrice Park Bo-young, nouvelle annoncée en fin octobre 2008.
Lors de la compétition, parmi les mille enfants, la production choisit un inconnu de six ans Hwang Seok-hyeon en raison de son expression faciale impressionnante.

## Accueil

### Sortie nationale
Speedy Scandal sort le 3 décembre 2008 en Corée du Sud. Trois jours après, il se trouve en plein sommet du box-office, gagnant 35,54 % de réservations.

### Box-office
| Pays ou région | Box-office        | Date d'arrêt du box-office | Nombre de semaines |
| -------------- | ----------------- | -------------------------- | ------------------ |
| Corée du Sud   | 8 268 819 entrées | 19 avril 2009              | 21                 |

Le premier long-métrage de Kang Hyeong-cheol se trouve à la première place du box-office sud-coréen avec 473 725 spectateurs en un week-end. Le 28 décembre 2008, il compte déjà plus de 4 000 000 tickets vendus en vingt-six jours : c'est le cinquième film sud-coréen à surpasser ces chiffres en 2008, avec Le Bon, la Brute et le Cinglé (좋은 놈, 나쁜 놈, 이상한 놈) de Kim Jee-woon, The Chaser (추격자) de Na Hong-jin, Public Enemy Returns (강철중: 공공의 적 1-1) de Kang Woo-seok et Forever the Moment (우리 생애 최고의 순간) de Yim Soon-rye.

## Distinctions

### Récompenses
- PaekSang Arts Awards 2009 :
  - Meilleure nouvelle actrice pour Park Bo-young
  - Meilleur scénario pour Kang Hyeong-cheol
  - Meilleure performance féminine pour Park Bo-young
- Udine Far East Film Festival 2009 : Prix de l'audience « 2nd place » pour Kang Hyeong-cheol
- Festival international du film de Shanghai 2009 : Meilleur film pour Kang Hyeong-cheol
- Critics Choice Awards 2009 :
  - Meilleur nouveau réalisateur
  - Meilleure nouvelle actrice pour Park Bo-young
- Daejong Film Awards 2009 : Prix de la popularité
- Blue Dragon Film Awards 2009 :
  - Meilleure nouvelle actrice pour Park Bo-young
  - Meilleur nouveau réalisateur
- Golden Cinematography Awards 2009 :
  - Meilleure nouvelle actrice pour Park Bo-young
  - Meilleur directeur de la photographie pour Kim Jeon-yeong